# Zeevenkel
De zeevenkel of zeekervel (Crithmum maritimum) is een vaste plant, die behoort tot de schermbloemenfamilie (Umbelliferae oftewel Apiaceae). Zeevenkel komt van nature voor langs de Zwarte Zee, in het Middellandse Zeegebied, de Canarische Eilanden en langs de Europese kust van de Atlantische Oceaan. Zoals de naam zegt komt de zeevenkel voor langs de kust op zandige vloedmerken en zeedijken. In Engeland, waar de zeevenkel geliefd is als ingrediënt in diverse vleesgerechten en onder andere nabij Dover op de steile krijtrotsen groeit, werd de plant tot in de 20e eeuw door mensen, ook door kinderen, onder zeer gevaarlijke omstandigheden in het wild geplukt, hetgeen sinds 1981 op grond van Britse milieuwetgeving verboden is. Charles Dickens stelde het door kinderen plukken van zeevenkel eens in een publicatie aan de kaak, omdat hij het gevaarlijke kinderarbeid vond. Deze publicatie is onder de titel 'The rock samphire picker's tale' in 1839 in het literaire tijdschrift Bentley's Miscellany verschenen. De soort staat op de Nederlandse Rode lijst van planten als zeer zeldzaam en stabiel of iets toegenomen. De plant wordt ook in rotstuinen gebruikt.
Het is de enige soort in het geslacht Crithmum. De botanische naam Crithmum komt van het Oudgriekse 'krithe', dat gerst betekent, vanwege de overeenkomst van de vrucht met een gerstekorrel.
De plant wordt 20-50 cm hoog en de stengel is aan de voet verhout. Ook de wortels zijn houtig. De wortelbladeren zijn dubbel geveerd. De blaadjes van de eerste orde zijn gesteeld en die van de tweede orde vlezig, aan de voet versmald en met gave bladrand. De tot 7 cm lange bladeren zijn aromatisch. Zeevenkel bloeit van juli tot oktober met samengestelde schermen, die bestaan uit acht tot zesendertig stralen met vijf tot tien omwindselbladen en -blaadjes. De bloempjes zijn geelgroen of wit van kleur.
De 5-6 mm lange, olijfgroene tot paarse vrucht is een tweedelige splitvrucht en heeft weinig uitstekende ribben. De deelvruchtjes zijn sponsachtig, in doorsnede breed-driehoekig en bevatten een enkel zaadje. De vruchten worden door het water verspreid.
Het chromosoomaantal is 2n = 20.

## Gebruik
De vlezige bladeren zijn eetbaar, smaken naar asperges en zijn lang een delicatesse geweest. Ze worden nu nog als garnering gebruikt. Hiervoor moeten ze in mei geplukt worden. Ze zijn rijk aan vitamine C.

### Namen in andere talen
- Duits: Meerfenchel
- Engels: Rock samphire
- Español: Hinojo marino
- Frans: Fenouil de mer, Criste marine, Crithme, Perce-pierre
- Grieks: Kritamos
- Kroatisch: Motar, obalni petrovac, šćulac, obalac, petrovac, primorski petrovac, primorski obalac, matar